# Koninklijk Onderwijsfonds voor de Scheepvaart
Het Koninklijk Onderwijsfonds voor de Scheepvaart (KOFS) verzorgde vanaf 1921 tot aan 1995 de vakopleiding voor functies bij de binnenvaart.
De leerlingen van het KOFS woonden in internaten en gingen er school als matroos of schipper in opleiding. Dat gaf een sterke betrokkenheid van het instituut met de varende bedrijfstak en omgekeerd. Naar schatting 100.000 leerlingen en studenten, schippers en matrozen, hebben de eerste kennismaking met hun latere beroep op een van de schepen van het KOFS ondergaan. Van zeilend schip tot motorschip en later op de simulator. Maar het belang van de praktijklessen op het water verdween niet en nog steeds houden de maritieme opleidingsinstituten zelf schepen in de vaart om de leerlingen en studenten voor te bereiden op hun beroep.
Indertijd gaf het KOFS een weekblad uit met artikelen van voornamelijk nautische en technische aard.

## Geschiedenis
Er gold van oorsprong in Nederland geen leerplicht voor kinderen van de "trekkende bevolking" zoals van schippers, zigeuners en kermisvolk. In de eerste Leerplichtwet, die op 1 januari 1901 van kracht werd, waren ze niet opgenomen. Zij die een vaste woonplaats misten, waren volgens artikel 7. sub 1. van die Leerplichtwet vrijgesteld van de verplichting om hun kinderen op een school in te schrijven. Onder vaste woonplaats moest blijkens artikel 8 van die wet worden verstaan: de gemeente waar men langer dan twee dagen achtereen verbleef. Het is daarom beter in dit verband te spreken van "verblijfplaats", omdat bij het begrip woonplaats meestal bedoeld werd de gemeente waar men in het bevolkingsregister was opgenomen. Het overgrote deel van hen die geen vaste verblijfplaats hadden, was echter wel ingeschreven in een gemeentelijk bevolkingsregister. Pas met de leerplichtwet 1969 werd invulling gegeven aan de sedert jaren geuite wens van de schippers om met betrekking tot de Leerplichtwet te worden gelijkgesteld met de niet-varenden.
“Trekkende” kinderen mochten wel naar de lagere school. Maar de noodzakelijke huisvesting voor onderwijs aan schipperskinderen kostte veel schippersouders in de jaren tot 1969 een vermogen. Ze draaiden er volledig zelf voor op. De kosten waren zelfs niet als beroepskosten aftrekbaar voor de belasting. Huisvesting van deze kinderen was voor de (belasting)wet overbodige luxe.

### Periode 1914–1921
Najaar 1913 bleek dat ook in de binnenvaart de techniek zich zo snel ontwikkelde, dat het naar de opvatting van drie schippers steeds moeilijker werd de zelfstandige positie van de schipper te handhaven. Zij richtten in 1914 formeel de vakorganisatie Nederlandse Vereeniging van Gezagsvoerders bij de Binnenvaart op.
Er kwamen statuten en reglementen. Als doelstelling werd geformuleerd:
1. de belangen van gezagvoerders in loondienst te behartigen;
2. de veiligheid en zekerheid bij geregeld vervoer te bevorderen;
3. het aanmoedigen en bevorderen van een goede verstandhouding en samenwerking tussen gezagvoerders.

Deze vereniging droeg meer het karakter van een vakorganisatie dan iets anders. In de praktijk kwam men er echter al snel achter dat er meer behoefte was aan een gerichte vakopleiding voor functies bij de binnenvaart.
Samen met Schippersvereniging Schuttevaer werd in 1915 de eerste Schippersvakschool opgericht. Op 13 december begonnen de eerste lessen met 12 leerlingen; dit aantal groeide spoedig uit tot 25. In 1917 werd door het Ministerie van Binnenlandse Zaken subsidie toegekend voor deze school. (Er kwam pas een Ministerie van Onderwijs, Kunsten en Wetenschappen in 1918.)) De Vereeniging van Gezagvoerders bij de Binnenvaart maakte op de klipper 'Lichtstraal' een eerste instructiereis op de Zuiderzee. In dat jaar was er voor de eerste keer gelegenheid tot het afleggen van een examen voor schipper op de binnenvaart. Al snel hierna deed zich de behoefte gevoelen ook zo’n examen op te stellen voor machinisten. In 1921 kon het eerste machinisten examen in Amsterdam worden af genomen.

### Periode 1921–1945
Om de opleiding te kunnen verzelfstandigen werd op 5 juli 1921 de 'stichting Onderwijsfonds voor de Scheepvaart' opgericht. De doelstelling luidde: ‘het bevorderen van vakonderwijs in de binnenvaart, de uitgave van leerboeken ten behoeve van dat onderwijs en voorts in het algemeen al wat met dat onderwijs verband houdt of tot bevordering daarvan kan strekken’. De onderbouw van de opleidingen werd gevormd door drie neutrale en twee confessionele (één katholieke en één protestants-christelijk). Opleidingsscholen voor de Rijn- en binnenvaart en de kustvaart.
Vanaf dat moment is de stichting actief geweest op het terrein van het onderwijs voor de binnenvaart in de breedste zin. Schipperskinderen bezochten de instellingen voor het lager onderwijs met de daarbij behorende huisvesting. Vervolgens bood het fonds de mogelijkheid voor de vakopleidingen, eveneens met internaatsvoorzieningen. Niet in de laatste plaats verzorgde het fonds het secretariaat voor de examencommissie die de vakexamens afnam.
Op de scholen werd alleen theoretisch onderwijs gegeven, het praktische deel werd op schepen gedaan. Het fonds schafte in 1921 zelf een schip aan, de Prins Hendrik. Het instructievaartuig kon een twaalftal leerlingen, die intern waren, opleiden en dit voorzag in een grote behoefte. Door de uitbreiding van het aantal leerlingen bleek al spoedig dat het instructievaartuig te klein was om in de groeiende behoefte te voorzien. Het bestuur liet daarna ook het eerste eigen schip bouwen, de Prinses Juliana, dat in 1931 door Prinses Juliana te water werd gelaten.
Om zoveel mogelijk leerlingen te bereiken werden sinds 1926 lessen over de radio uitgezonden. Tot 1940 had de school de beschikking over een half uur zendtijd per week; na 1945 is het niet meer gelukt zendtijd te krijgen.
Begon de vakopleiding met de opleiding tot schippers, geleidelijk aan begon men te beseffen dat men naast de vakopleiding tot schippers meer opleidingen, vooral voor de jeugd, moest kunnen aanbieden. Op 4 oktober 1937 werd in Amsterdam begonnen met de eerste dagnijverheidsschool (school met internaat) voor schippers, waar jongens gedurende twee jaar een dagopleiding konden volgen. Het school- en internaatschip Koningin Wilhelmina werd in 1938 in dienst genomen. Het kost- en schoolgeld bedroeg in die tijd vijf gulden per week, inclusief kleding. Op 1 oktober 1940 opende de eerste dagnijverheidsschool voor de Rijn- en Binnenvaart te Rotterdam, tijdelijk ondergebracht aan boord van het schoolschip 'Koningin Wilhelmina' te Amsterdam. Beide scholen zijn internaten voor jongens van 14 tot en met 16 jaar. In  de  wintermaanden was de ‘Koningin Wilhelmina’ ook als moederschip in gebruik voor de schoolschepen ‘Prins  Hendrik’ en ‘Prinses Juliana’. De dagnijverheidsscholen voorzagen net als de binnenvaartscholen in een grote behoefte. In de loop van de jaren is het onderwijsprogramma van het Onderwijsfonds steeds vernieuwd en aangepast aan telkens weer nieuwe regelgeving op het gebied van de Rijn- en binnenvaart en het baggerbedrijf.
In 1940 staan twaalf binnenvaartscholen en drie binnenvaart-visscherijscholen onder beheer van het Onderwijsfonds voor de Scheepvaart. De lessen worden 's avonds gegeven. Aan de over het land verspreide verschillende dagscholen zijn dan schippersklassen ingericht voor het lager onderwijs aan schipperskinderen.

### Periode 1946–1995
Na de Tweede Wereldoorlog werd in Rotterdam de Rotterdamse dagnijverheidsschool met internaat geopend. In 1946 volgde Delfzijl, ook met een dagnijverheidsschool met internaat. Deze school werd in 1962 ondergebracht in een zeer modern complex met een capaciteit van 240 leerlingen.
In 1946 kreeg het fonds het predicaat Koninklijk. In formele zin is dan het KOFS een Zelfstandig bestuursorgaan van het ministerie van Verkeer en Waterstaat. De V&W-afdeling Binnenvaart houdt toezicht, en mensen uit de binnenvaartpraktijk zitten in het bestuur en in de examencommissies.
In de jaren ’50 werd begonnen met een matrozen opleiding en wel via het leerlingenstelsel. Er was, zoals eerder geconstateerd, een hiaat in het opleidingen aanbod, door deze nieuwe opleiding werd dit verholpen. Daarnaast werd er aandacht gegeven aan het opzetten van schriftelijke cursussen om te voorzien in het probleem dat de meeste personeelsleden op de schepen ’s winters niet in staat waren om de binnenvaartavondscholen te bezoeken.
In Harlingen werd in 1958 de vierde dagnijverheidsschool officieel geopend. Begin jaren ’60 bedroeg de totale capaciteit van deze dagnijverheidsscholen 660 leerlingen.
Vanaf de zestiger jaren verzorgde het KOFS ook de exploitatie van de nieuwe instructieschepen die bij het onderwijs werden ingezet. Er moesten modernere schepen komen, waarvan ten minste een ook zeegaand was. Hierbij was het uitgangspunt, dat de leerlingen van de dagnijverheidsscholen (circa 13–16 jaar) in elk van de twee leerjaren circa 6 weken aan boord van de instructievaartuigen les dienden te krijgen. Voor de binnenvaart werden in 1960 de Prinses Beatrix, in 1962 de Prinses Irene en in 1963 de Prinses Christina opgeleverd. In de branche waren die bekend als de KOF-schepen. Ten behoeve van de uitvoering van deze taken ontving de stichting financiering van het Ministerie van Onderwijs, Kunsten en Wetenschappen. Om goed onderwijs te kunnen geven moest er ook gelden uit particuliere bron worden aangeboord.
In 1964 kreeg ook Rotterdam een nieuw scholencomplex, ook hier was plaats voor 240 leerlingen.
In 1966 werd het zeewaardig instructieschip Prinses Margriet gebouwd, dat door Prinses Margriet in dienst gesteld kon worden. In 1967 werd de ‘Prins Hendrik’ verkocht en in 1969 volgde de ‘Prinses Juliana’. Deze twee schepen waren dermate verouderd dat moderniseren geen zin meer had. De 'Prins Hendrik' werd desondanks eind zeventiger jaren geheel gerestaureerd en weer in de vaart gebracht als zeilpassagiersschip.
In 1976 werd het zeegaande visserij-instructievaartuig Koningin Juliana opgeleverd.
In de loop der jaren is het onderwijsprogramma van het KOFS steeds vernieuwd en aangepast aan telkens weer nieuwe regelgeving op het gebied van de Rijn- en binnenvaart en het baggerbedrijf. Onder verantwoordelijkheid van de ministeries van Verkeer en Waterstaat en dat van Ministerie van Cultuur, Recreatie en Maatschappelijk Werk stelde het KOFS in overleg met de bedrijfstak cursussen samen en/of formuleerde de bij het vakdiploma behorende exameneisen.
De onderwijsactiviteiten van het KOFS zijn dan onderverdeeld in twee poten: 
- het reguliere onderwijs. In het reguliere onderwijsstelsel kunnen leerlingen direct na de basisschool terecht voor het Voorbereidend Beroepsonderwijs. Deze KOFS-opleiding duurt vier jaar. De eerste twee jaar komen overeen met de basisvorming op andere scholen voor voortgezet onderwijs; daarna, in het derde leerjaar, begint de eigenlijke vakopleiding. Na het behalen van het diploma kunnen de leerlingen hun opleiding op twee manieren voortzetten. Namelijk de Middelbare School voor de Rijn- en binnenvaart in Rotterdam, of direct gaan varen en instromen in het leerlingstelsel Matroos.[13]
- de vakopleidingen, het hele scala van beroepsvereisten in de binnenvaart, zoals ‘Ondernemer in de binnenvaart’ en ‘Vervoer gevaarlijke stoffen’. Het betreft hier voornamelijk schriftelijk onderwijs dat wordt afgesloten met een erkend vakexamen. Inhoud en opzet van zowel opleiding als examen zijn vastgelegd in de regelgeving van de ministeries van Verkeer en Waterstaat en van Onderwijs, Cultuur en Wetenschappen.

Naast ontwikkeling en organisatie van examens verzorgde het KOFS de uitgifte van vaarbewijzen en certificaten.
De sociale partners uit het wegvervoer, Rijn- en binnenvaart en de havensector besloten de krachten te bundelen en op 1 juni 1995 fuseerde het Onderwijsfonds met twee andere stichtingen tot de Stichting Landelijk Orgaan van het Beroepsonderwijs Transport en Logistiek. Het leerlingwezen maakte plaats voor de beroepsopleidende leerweg (bol) en de beroepsbegeleidende leerweg (bbl) in een opleidingsinstituut Vakopleiding Transport en Logistiek (VTL).  VTL biedt de sector het gehele scala aan cursorisch onderwijs. Ook de taken als Landelijk Orgaan zijn overgedragen aan de nieuwe, sector gewijs gevormde, Landelijk Orgaan voor het Beroepsonderwijs Transport en Logistiek. Hiermee beëindigde de relatie van het KOFS met het door OCW bekostigde onderwijs.

### Periode 1996-2003
Op 1 januari 1996 werd de Wet educatie en beroepsonderwijs (WEB) van kracht, op basis waarvan het beroepsonderwijs werd ondergebracht bij onderwijsinstellingen, zoals de ROC’s en vakscholen.
Bij de organisatie van de examens maakte het KOFS gebruik van examencommissies met expertise op hun betreffende vakgebieden. Mede op basis van de inzet van de examencommissies, voornamelijk samengesteld uit mensen uit het varende beroep, kon kandidaten een praktijkgericht vakexamen worden aangeboden.
Op de peildatum 12 december 2000, op dat moment gevestigd aan het Vasteland in Rotterdam, waren er 5 werkzame personen, waarvan 4 fulltime in dienst.
In 2002 werden de opleidingsorganen omgedoopt tot 'kenniscentra voor beroepsonderwijs en bedrijfsleven'. Binnen de kenniscentra werken beroepsonderwijs en bedrijfsleven samen op sectoraal, regionaal en landelijk niveau. Het KOFS bestaat dan alleen nog als exameninstituut, onder het gecertificeerde kwaliteitssysteem ISO 9001. Tot halverwege 2005 was het ondergebracht binnen de Vakopleiding Transport en Logistiek in Alphen aan den Rijn en de uitvoering in Diemen. Het opleiden werd door anderen gedaan. Men kon examens afleggen voor ‘Schipper’, ‘Ondernemer in de binnenvaart’, ‘ADNR’, ‘Radar’ en ‘Marifonie’. De activiteiten vanaf dat moment betroffen 
1. het in stand houden van de instructievaartuigen
2. gesubsidieerde examens
3. uitgifte en registratie van vaarbewijzen.

Het KOFS is door het Ministerie van Verkeer en Waterstaat aangewezen als Rechtspersoon met wettelijke taak. In deze hoedanigheid treedt het KOFS op als onafhankelijke instantie voor de ontwikkeling en afname van vakexamens voor de binnenvaart en het traject externe legitimering dat het KOFS verzorgt voor de beroepsopleidingen voor de binnenvaart (Nova College en Scheepvaart en Transport College). ADNR-opleiders kunnen bij het KOFS terecht voor erkenning van hun opleiding. Tevens verzorgt het KOFS de uitgifte en registratie van vaarbewijzen en certificaten voor de binnenvaart.
Hoewel de uitvoering van de werkzaamheden van het KOFS plaatsvindt onder toezicht van het ministerie, ontving het KOFS geen financiële steun van dit ministerie. Op basis van historische gronden ontving KOFS tot en met 2003 een subsidie van het ministerie van Onderwijs, Cultuur en Wetenschappen, maar de financiering is beëindigd per 31 december 2003. Omdat de subsidie het grootste deel van de financiering besloeg betekent deze wijziging van financieringsstructuur eveneens een beleidswijziging die in overleg met bedrijfstak en het ministerie van VenW wordt ingezet.
Een eerste stap in de reorganisatie is de overdracht van de instructieschepen voor de binnenvaart naar de onderwijsinstelling Scheepvaart en Transport College te Rotterdam. Het instructieschip voor de zeevisvaart 'Koningin Juliana' is overgedragen aan de Stichting Den Engh, een rijksjeugdinrichting, in Amsterdam en wordt dan ingezet in educatie en reclasseringsprogramma’s. De overdracht van alle schepen is gerealiseerd in december 2003.

### Periode 2004-ontbinding
Het KOFS is als onafhankelijk examenbureau ondergebracht binnen de Vakopleiding Transport en Logistiek. Hoofdtaken van het KOFS zijn vanaf dat moment het verzorgen van de vakexamens voor de binnenvaart en het uitgeven van vaarbewijzen, ADNR-certificaten en radarpatenten en de erkenning van opleiders.
Per 1 juli 2005 is de Stichting Centraal Bureau Rijvaardigheidsbewijzen te Rijswijk aangewezen als de instelling, bedoeld in artikel 22, eerste lid, van de Binnenschepenwet, tot afneming van examens ter verkrijging van een groot vaarbewijs, omdat het KOFS zijn publieke taken neerlegt met betrekking tot de verkeersveiligheid op het water. Deze taken betreffen kort gezegd het afnemen van vakexamens, het afgeven (en intrekken) van documenten en de erkenning van bepaalde opleidingen.
Het fonds is ontbonden.

## Foto's

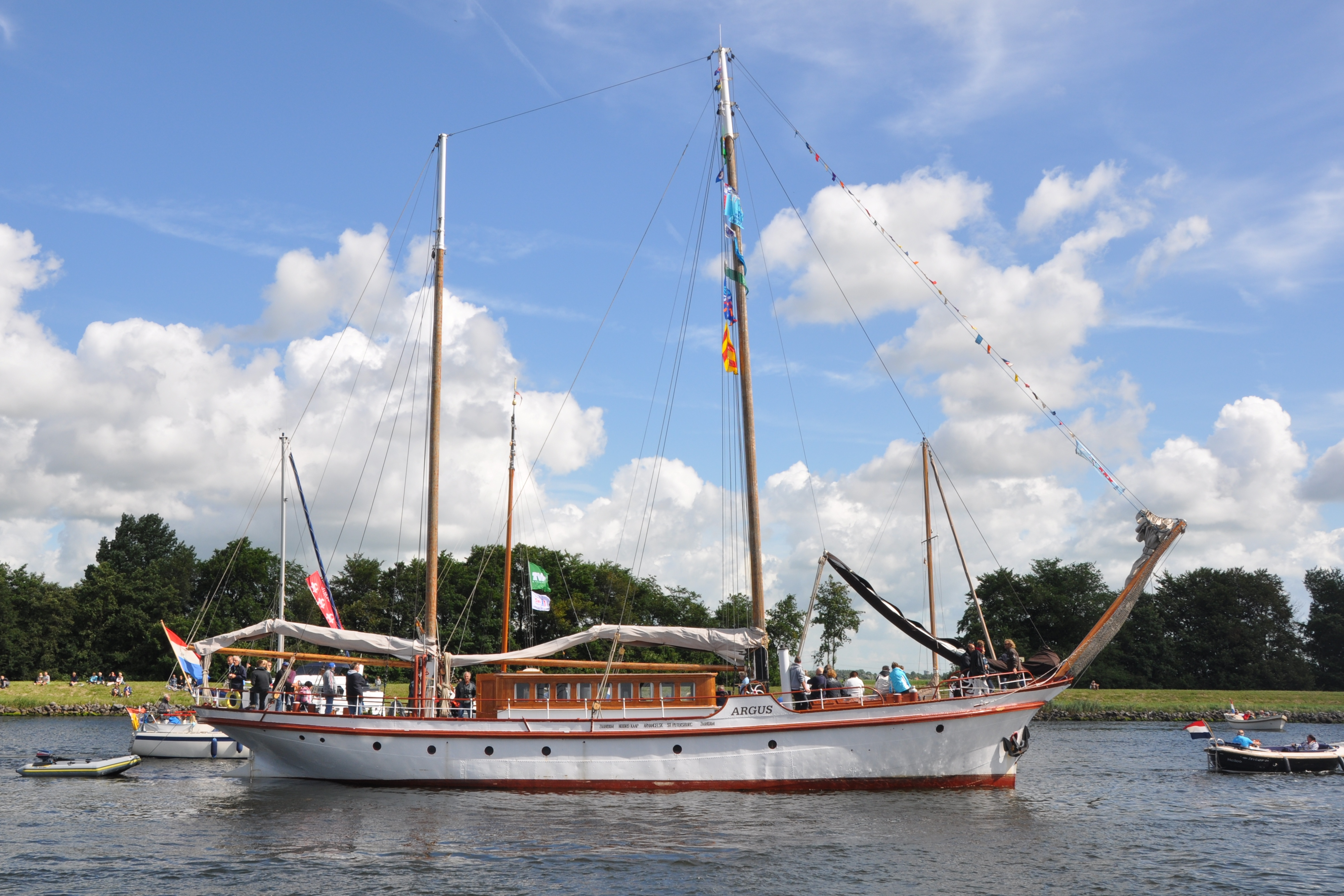
De Prins Hendrik, hier als Argus bij Sail Amsterdam 2010
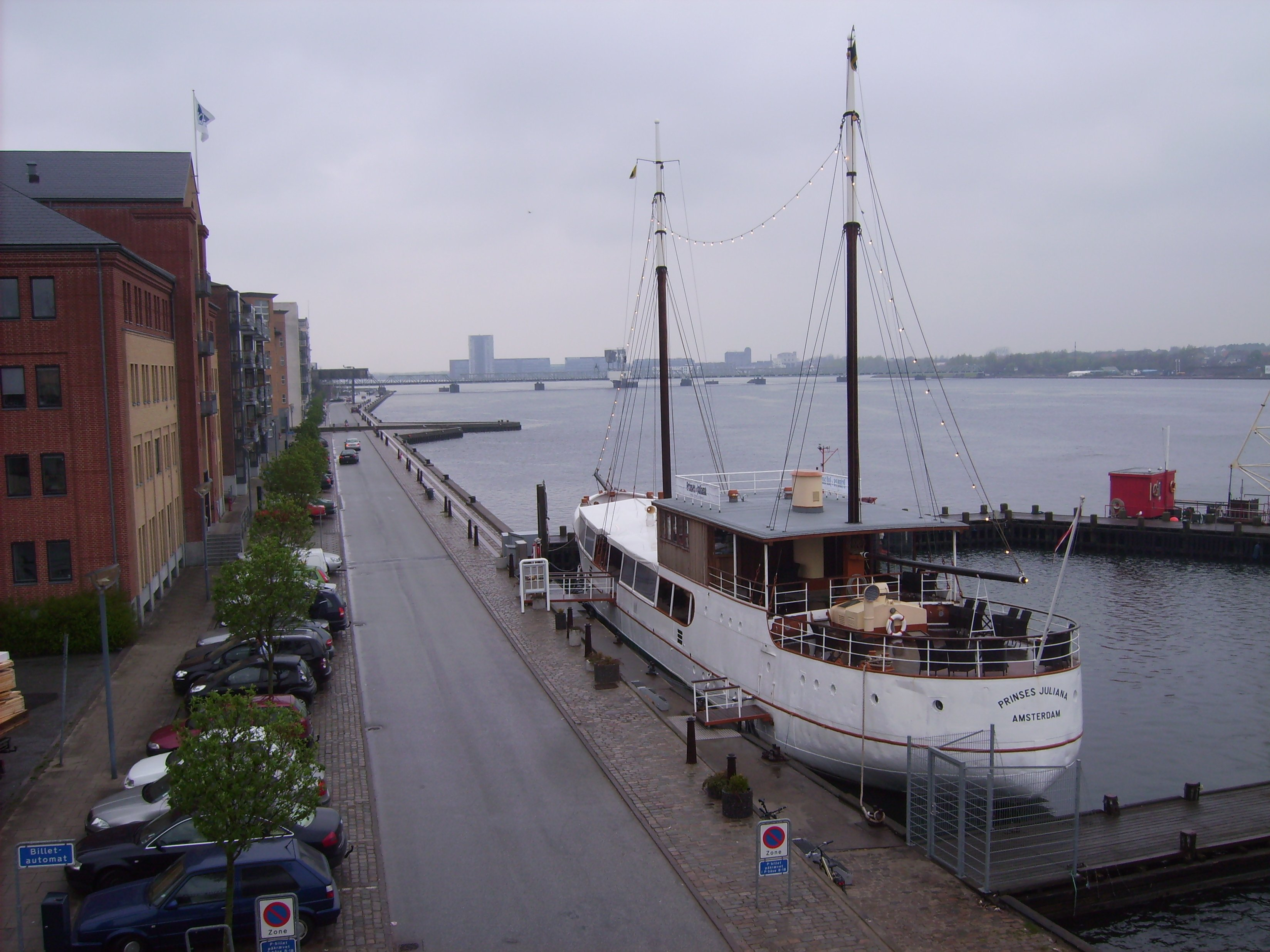
De Prinses Juliana, nu een restaurant in Aalborg
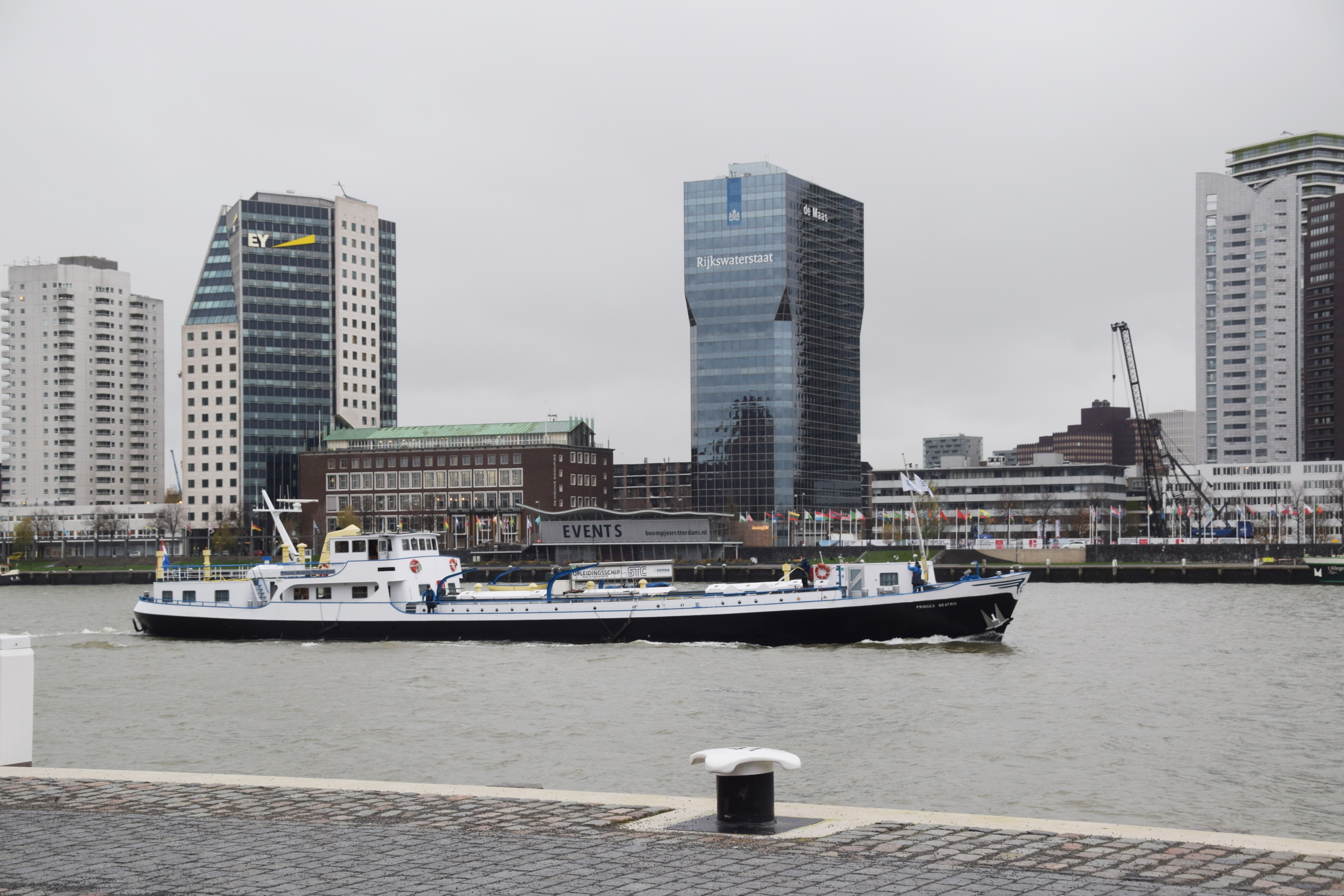
De Prinses Beatrix op de Nieuwe Maas voor Rotterdam
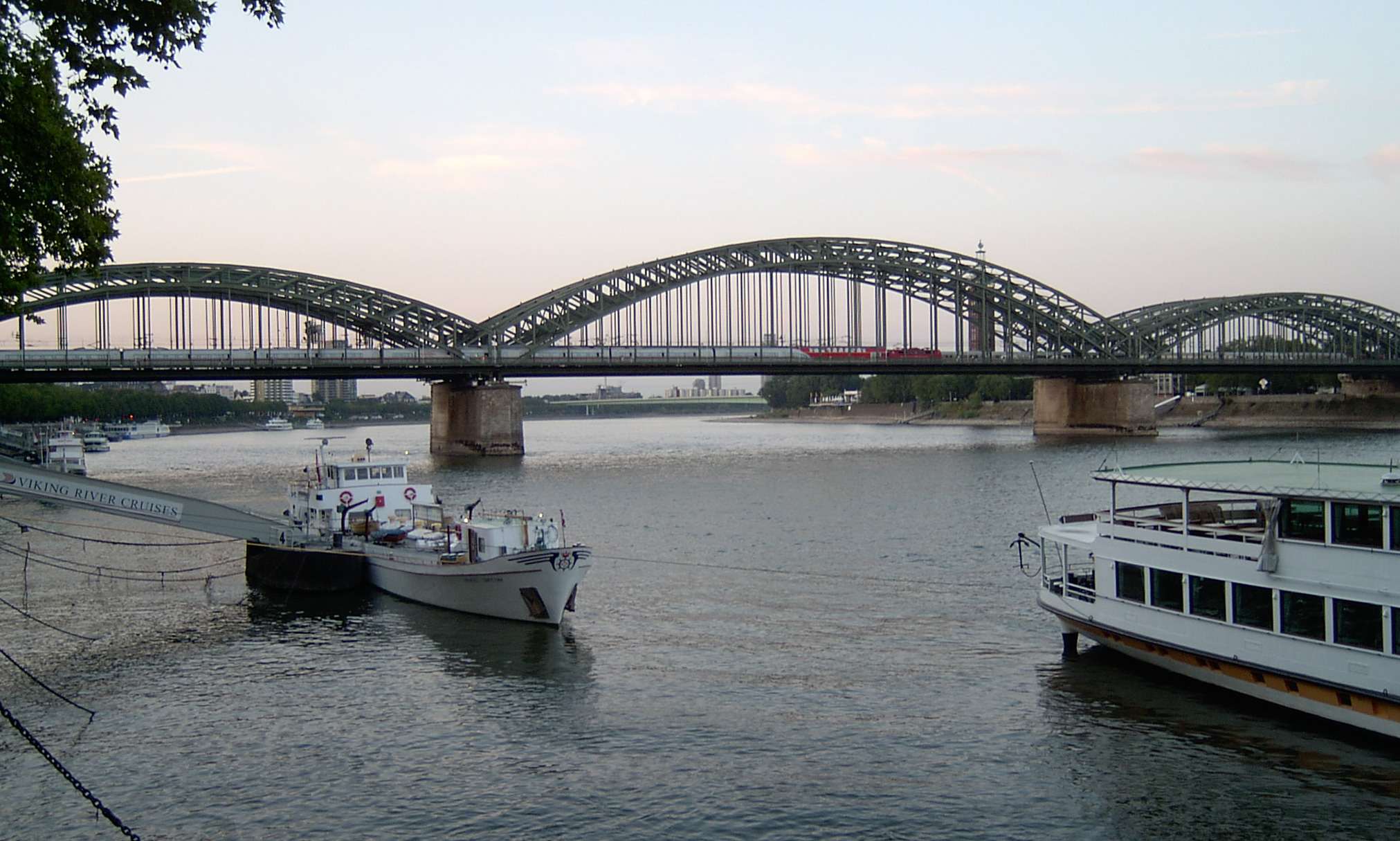
De Prinses Christina voor de wal in Keulen
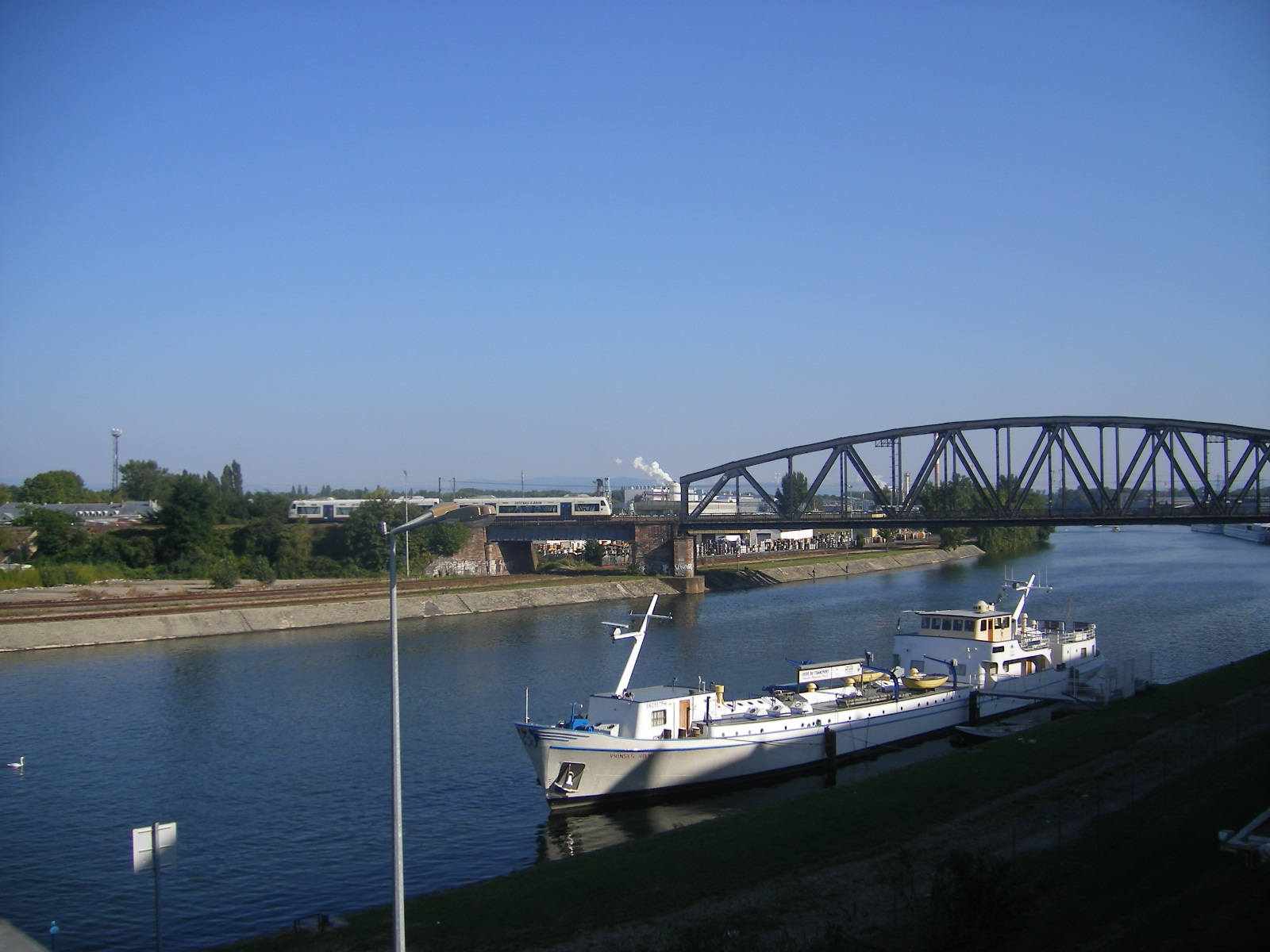
De Prinses Irene verkocht naar Frankrijk, hier voor de wal in Straatsburg
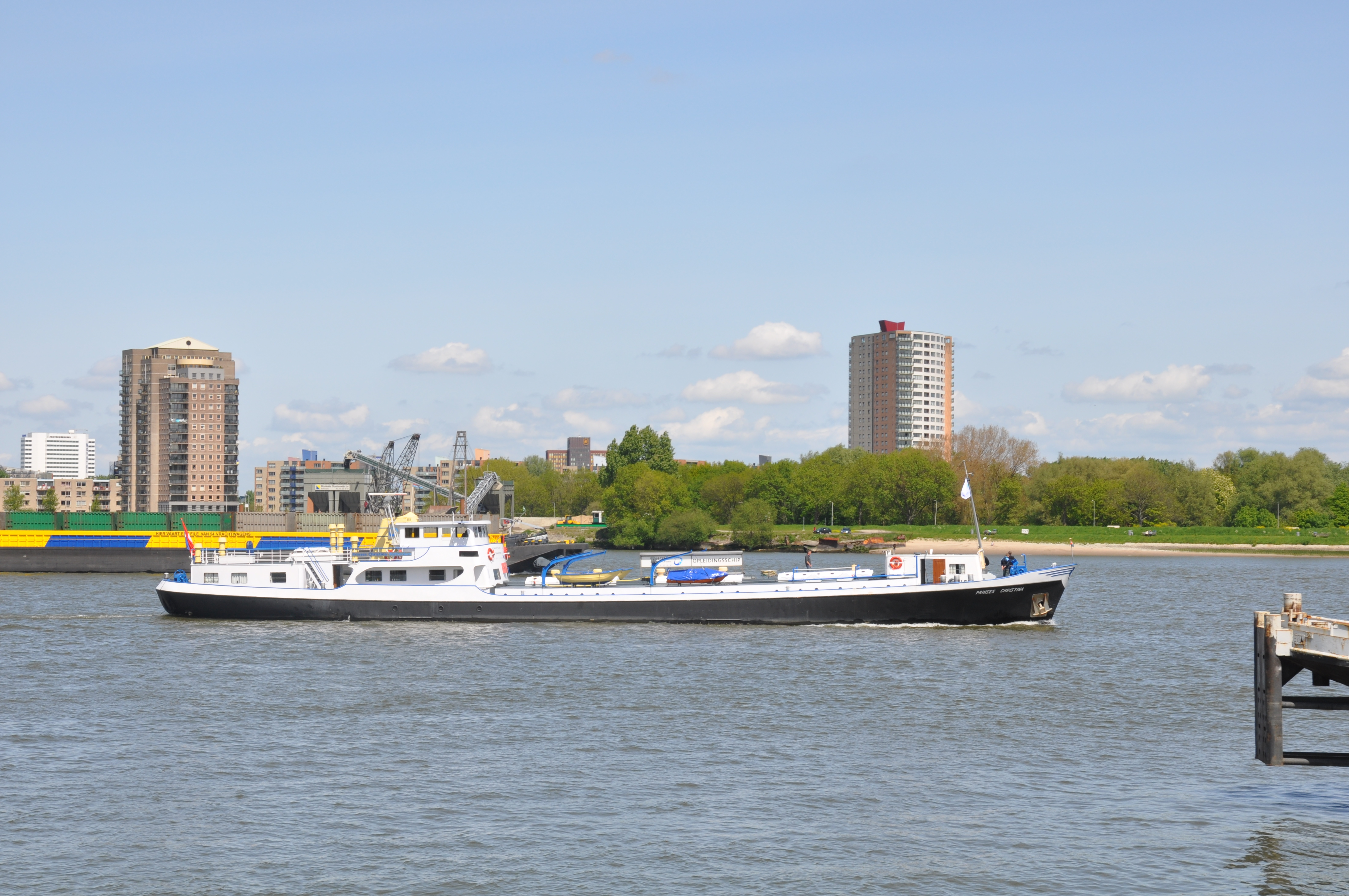
De Prinses Chistina op de Nieuwe Maas
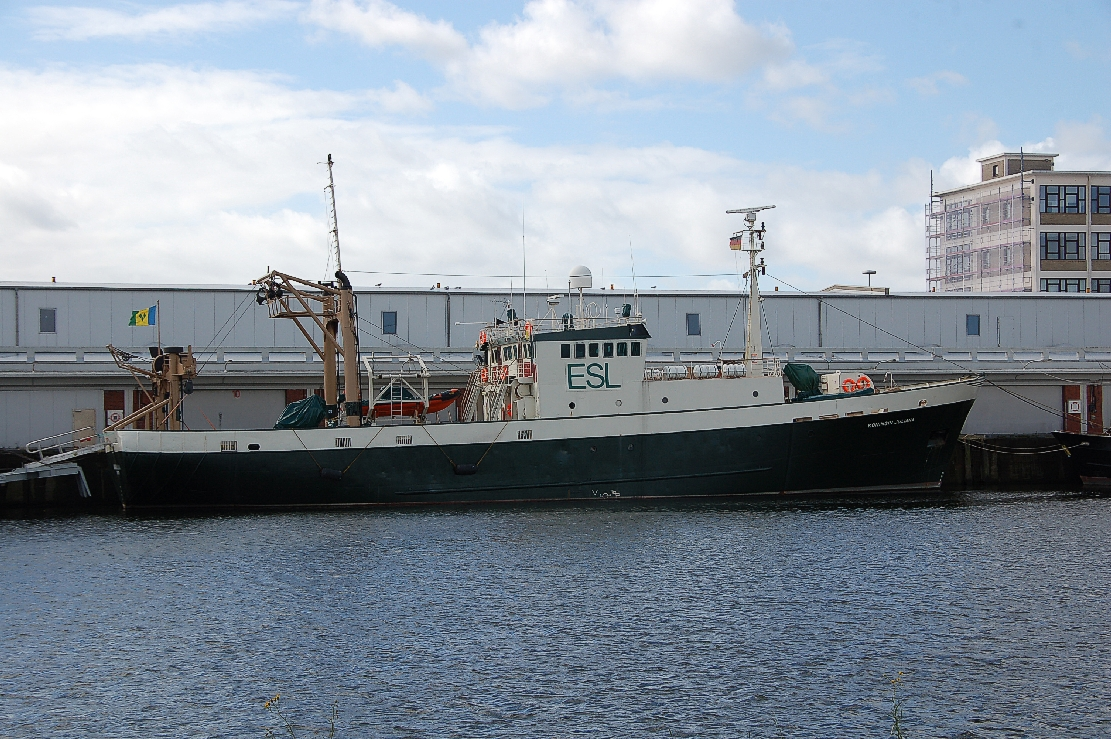
De Koningin Juliana hier nadat het schip verkocht was naar Saint Vincent en de Grenadines, nu heeft het thuishaven Moermansk